# Mubarak al-Kabir (provins)
Mubarak al-Kabir (arabiska: مبارك الكبير) är en provins (muhafaza) i Kuwait. Den ligger ut mot Persiska viken, strax söder om huvudstaden Kuwait. Provinsen har en area på 100 kvadratkilometer och hade 223 716 invånare år 2014.
Huvudort är distriktet Mubarak al-Kabir, en förort till huvudstaden. Bland övriga distrikt ses al-Funaytis och Dahiyat Sabah al-Salim.